# فيبي تونكين
فيبي تونكين (بالإنجليزية: Phoebe Tonkin)‏ مواليد 12 يوليو 1989 في سيدني، أستراليا، هي ممثلة أسترالية بدأت مسيرتها الفنية عام 2005.

## الأعمال
- الدائرة السرية
- يوميات مصاص دماء
- الأصليون
- إتش تو أو: فقط أضف الماء

## روابط خارجية
- فيبي تونكين على موقع IMDb (الإنجليزية)
- فيبي تونكين على موقع ميتاكريتيك (الإنجليزية)
- فيبي تونكين على موقع روتن توميتوز (الإنجليزية)
- فيبي تونكين على موقع قاعدة بيانات الأفلام العربية
- فيبي تونكين على موقع ألو سيني (الفرنسية)
- فيبي تونكين على موقع تيرنر كلاسيك موفيز (الإنجليزية)
- فيبي تونكين على موقع أول موفي (الإنجليزية)
- فيبي تونكين على موقع قاعدة بيانات الأفلام السويدية (السويدية)
- فيبي تونكين على موقع إن إن دي بي (الإنجليزية)
- فيبي تونكين على موقع قاعدة بيانات الفيلم (الإنجليزية)